# 3238 Timresovia
3238 Timresovia eller 1975 VB9 är en asteroid i huvudbältet som upptäcktes den 8 november 1975 av den rysk-sovjetiske astronomen Nikolaj Tjernych vid Krims astrofysiska observatorium på Krim. Den har fått sitt namn efter den ryske biologen Nikolaj Timofejev-Resovskij.
Asteroiden har en diameter på ungefär 12 kilometer och den tillhör asteroidgruppen Adeona.